# Alabama State Route 34
Die Alabama State Route 34 (kurz AL 34) ist eine in Ost-West-Richtung verlaufende State Route im US-Bundesstaat Alabama.

## Verlauf
Die State Route beginnt an der Alabama State Route 77 in Talladega und endet südlich von Pell City am U.S. Highway 231. Die AL 34 ist eine zweispurige Landstraße im Osten von Alabama. Außer an den Enden trifft sie auf keine anderen State Routes oder U.S. Highways. Die Straße dient unter anderem als Verkehrsanbindung des Talladega Superspeedways an den St. Clair County.

## Geschichte
Ursprünglich verlief die State Route zwischen 1940 und 1956 von Florence bis Grenze zu Tennessee. Diese Strecke wurde danach zur Alabama State Route 17. Nach einer Änderung des Verlaufs der Alabama State Route 48 wurde dem aktuellen Abschnitt die Nummer 34 zugewiesen.